# هانه ماکیکومی
هانه ماکیکومی (به ژاپنی: 跳巻込)-(به انگلیسی: Hane makikomi) یکی از فنون و تکنیک‌های دستهٔ ناگه-وازا رشتهٔ ورزشی جودو است که در زیردستهٔ سوتمی-وازا دسته‌بندی می‌شود.